# Alexander Scott
Alexander Silcock Scott (Falkirk, 22 de novembro de 1938 - 13 de setembro de 2001) foi um futebolista escocês que atuava como meia.

## Carreira
Alex Scott fez parte da Seleção Escocesa de Futebol na Copa do Mundo de 1958.